# Vol del Cuatro Vientos
El vol del Cuatro Vientos va ser un vol històric durant la Segona República Espanyola que per primera vegada creuava l'oceà Atlàntic des de Sevilla fins a Camagüey (Cuba) el 1933. L'avió va desaparèixer durant la segona part del seu trajecte quan es dirigia a Mèxic.

## Pilots
En 1932 el Capità d'Enginyers Mariano Barberán y Tros de Ilarduya, nascut a Guadalajara (Castella-la Manxa) el 14 d'octubre de 1895, director de l'Escola d'Observadors de Cuatro Vientos i heroi de la Guerra del Marroc, qui havia adquirit un reconegut prestigi com a navegant en la preparació del vol del Plus Ultra, va concebre la idea de realitzar un vol sense escales des d'Espanya a les Antilles.
Va ser designat com a primer pilot el tinent de cavalleria Joaquim Collar i Serra, natural de Figueres (25 de novembre de 1906) i professor de l'Escola de Caça d'Alcalá de Henares, i com a pilot i navegant el mateix Barberán. Per actuar com a mecànic d'assistència en terra es va triar al sergent Modesto Madariaga natural de Corral de Almaguer, profund coneixedor de l'aparell que havia d'utilitzar-se en el vol.

## L'avió
L'avió era un Breguet XIX GR (Gran Raid) Super-Bidó, biplà, amb motor Hispano Suiza 12 Nb de 650 cavalls i 12 cilindres en V. Va ser fabricat especialment per a l'esdeveniment, ampliant àdhuc més la capacitat del seu gran dipòsit, la qual cosa donada la seva posició en el centre de l'estructura equivalia gairebé a redissenyar completament l'avió. Van portar 5.000 litres de gasolina en 8 dipòsits i 200 d'oli. Tenia la cabina tancada i un panell d'instruments de vol molt complet amb instruments de motor, dues brúixoles, un altímetre, variòmetre, rellotge, integral de vol amb anemòmetre, indicador de viratges i d'inclinació transversal.
Les seves dimensions eren:
- envergadura: 18:30 m
- longitud: 10,70 m
- altura: 04:08 m
- peso en buit: 1.990 kg
- peso total: 6.320 kg
- velocitat màxima: 230 km/h
- sostre: 6.500 m
- abast: 8.500 km

Per tal d'alleugerar el màxim possible el pes, no portaven equips de ràdio.

## Travessia

### Sevilla - l'Havana
El 8 de juny de 1933 van despegar de Cuatro Vientos per situar l'avió a Tablada (Sevilla), on després d'una acurada preparació meteorològica, van partir el 10 de juny de 1933 a les 04:40. Van emprar 1.500 m de pista per a l'enlairament, gairebé la totalitat de la de Tablada.
El creuament de l'Atlàntic central va ser la major distància volada fins a aquest moment sobre el mar. Van seguir la ruta prevista amb desviacions mínimes malgrat diverses incidències, com una indisposició de Collar: Tablada (Sevilla), Madeira, San Juan (Puerto Rico), Guantánamo i Camagüey, on van arribar l'11 de juny a les 20:45 hora local després de 39 hores de vol i 7.320 km.
La rebuda a Cuba va ser apoteòsica. El vol va constituir un esdeveniment social de primera magnitud i els aviadors van ser complimentats en els cercles polítics, socials i mercantils de Cuba. En els dies que van passar allí Madariaga va haver de fer front a una complicada incidència: reparar una esquerda apareguda en el gran dipòsit central. També van tenir temps per realitzar una visita a l'Observatori de Belén, des d'on el pare jesuïta Mariano Gutiérrez-Lanza va elaborar els informes meteorològics. Un controlador aeri de l'època, Francisco Figueroa, va relatar que els pilots van rebre el consell de suspendre el següent vol cap a Mèxic almenys durant 24 hores a causa de les males condicions meteorològiques, encara que finalment van partir segons la data prevista.

### l'Havana - Mèxic
La travessia cap a Mèxic comprenia un vol de 1.920 km que estava previst es realitzés en unes 12 hores. El 20 de juny van despegar de l'Havana a les 08:45 h cap a Ciutat de Mèxic i van ser vists sobre Ozita a les 09:10 h, Ticul 10:10 h, Sabancu a les 10:45, i Carmen a les 11:35, prop de la ciutat de Villahermosa a Tabasco a partir d'aquesta posició van desaparèixer.

## Hipòtesi sobre la sort de l'avió i dels pilots
Els governs de Mèxic i Guatemala van desplegar nombroses operacions de recerca i malgrat els esforços realitzats, no va poder donar-se amb el lloc de caiguda de l'aparell, un misteri que ha donat lloc fins al dia d'avui a nombroses teories i especulacions, creant un halo de misteri i llegenda sobre quina fou la fi del Cuatro Vientos i els seus tripulants.
Una hipòtesi afirma que haurien caigut al mar, basant-se en el fet que la nit del 20 al 21 de juny de 1933 s'albiraren unes llums al mar i es va trobar un pneumàtic a la costa quatre dies després de la desaparició de l'avió. Alguns fins i tot afirmaven que darrere de tot estava el president de Cuba Gerardo Machado, qui se n'assabentà d'una aventura amorosa de Collar amb una de les seves amants. El 1933 corrien rumors a Mèxic de la col·locació d'un aparell explosiu a l'avió o de l'adulteració del combustible.
Tanmateix, la que ha cobrat major força amb el pas del temps, de mà d'historiadors espanyols i mexicans, així com per experts en aviació és la que enmig d'una tempesta que es va qualificar com "un temporal com pocs hem vist en aquesta època" va obligar a la tripulació a realitzar un aterratge forçat a la serra de Mazateca (Oaxaca). En l'aterratge, Barberán, en la posició davantera de pilot quedaria segurament malferit. Collar, en la seva posició més protegida va poder estar en condicions de sortir a buscar ajuda. En la recerca es trobaria amb vilatans que els van retenir segrestats diversos dies creient que podrien robar-los objectes de valor. Finalment, potser per frustració, potser per temor a majors conseqüències pels seus actes, els segrestadors van assassinar els tripulants del Cuatro Vientos, que hauria estat desballestat i enterrat juntament amb els cadàvers en algun lloc de la regió muntanyenca. Si les autoritats mexicanes van arribar a conèixer aquests fets, mai es van atrevir a reconèixer-los davant el Govern d'Espanya per les gravíssimes implicacions diplomàtiques. Encara avui dia segueix sense saber-se oficialment res del final del Cuatro Vientos.